# Lac Sincennes
Lac Sincennes är en sjö i Kanada.   Den ligger i regionen Mauricie och provinsen Québec, i den sydöstra delen av landet, 270 km nordost om huvudstaden Ottawa. Lac Sincennes ligger 390 meter över havet. Arean är 8,1 kvadratkilometer. Den sträcker sig 3,6 kilometer i nord-sydlig riktning, och 4,9 kilometer i öst-västlig riktning.
I omgivningarna runt Lac Sincennes växer i huvudsak blandskog. Trakten runt Lac Sincennes är nära nog obefolkad, med mindre än två invånare per kvadratkilometer.